# Championnat d'Irlande de football 1987-1988
Navigation
Édition précédente Édition suivante
Le Championnat d'Irlande de football en 1987-1988. Dundalk FC remporte son quatrième titre et met fin à la domination sans partage des Shamrock Rovers.
Derry et Shelbourne ne seront restés qu’une année en First Division. Ils y sont remplacés par Home farm FC et Athlone Town qui quittent le plus haut niveau.
Le championnat change de fonctionnement. Au lieu de jouer deux matches contre chacun de ses adversaires, chaque équipe en joue trois. Ce qui fait 33 journées de championnat au total.

## Les 22 clubs participants
| Premier Division - Bohemians FC - Bray Wanderers - Cork City FC - Derry City FC - Dundalk FC - Galway United - Limerick FC - St. Patrick's Athletic FC - Shamrock Rovers - Shelbourne FC - Sligo Rovers - Waterford United | First Division - Athlone Town - Cobh Ramblers FC - Drogheda United - UC Dublin - EMFA - Finn Harps - Home Farm FC - Longford Town - Monaghan United - Newcastle United |

## Classement

### Premier Division
| Place | Club                      | Points | Victoires | Nuls | Défaites | Buts pour | Buts contre | Différence |
| ----- | ------------------------- | ------ | --------- | ---- | -------- | --------- | ----------- | ---------- |
| 1er   | Dundalk FC                | 46     | 19        | 8    | 6        | 54        | 32          | +22        |
| 2e    | St. Patrick's Athletic FC | 45     | 18        | 9    | 6        | 52        | 25          | +27        |
| 3e    | Bohemians FC              | 45     | 17        | 11   | 5        | 57        | 32          | +25        |
| 4e    | Shamrock Rovers           | 41     | 16        | 9    | 8        | 53        | 30          | +23        |
| 5e    | Galway United             | 40     | 15        | 10   | 8        | 48        | 34          | +14        |
| 6e    | Waterford United          | 34     | 10        | 14   | 9        | 40        | 31          | +9         |
| 7e    | Cork City FC              | 34     | 12        | 10   | 11       | 41        | 47          | -7         |
| 8e    | Derry City FC             | 31     | 13        | 5    | 15       | 59        | 44          | +15        |
| 9e    | Limerick FC               | 25     | 9         | 7    | 17       | 33        | 60          | -27        |
| 10e   | Shelbourne FC             | 24     | 8         | 8    | 17       | 27        | 65          | -38        |
| 11e   | Bray Wanderers            | 18     | 4         | 10   | 19       | 27        | 65          | -38        |
| 12e   | Sligo Rovers              | 13     | 4         | 5    | 24       | 30        | 81          | -51        |

### First Division
| Place | Club             | Points | Victoires | Nuls | Défaites | Buts pour | Buts contre | Différence |
| ----- | ---------------- | ------ | --------- | ---- | -------- | --------- | ----------- | ---------- |
| 1er   | Athlone Town     | 39     | 19        | 1    | 7        | 42        | 22          | +20        |
| 2e    | Cobh Ramblers FC | 38     | 17        | 4    | 6        | 41        | 24          | +17        |
| 3e    | Finn Harps       | 33     | 13        | 7    | 7        | 45        | 33          | +12        |
| 4e    | Home Farm FC     | 29     | 12        | 5    | 10       | 50        | 42          | +8         |
| 5e    | UC Dublin        | 25     | 9         | 7    | 11       | 37        | 36          | +1         |
| 6e    | Drogheda United  | 24     | 12        | 0    | 15       | 38        | 48          | -10        |
| 7e    | Longford Town    | 23     | 8         | 7    | 12       | 23        | 35          | -12        |
| 8e    | Monaghan United  | 21     | 7         | 7    | 13       | 34        | 43          | -9         |
| 9e    | Newcastle West   | 19     | 7         | 5    | 15       | 36        | 42          | -6         |
| 10e   | EMFA             | 19     | 7         | 5    | 15       | 34        | 55          | -21        |

## Source
- (en) Alex Graham, Football in the Republic of Ireland : a Statistical Record 1921–2005, Soccer Books Ltd, novembre 2005, 142 p. (ISBN 978-1862231351).